# Ránquil
Ranquil est une commune du Chili de la région de Ñuble et appartienne à la province d'Itata. En 2012, la population de la commune s'élevait à 5 989 habitants. La superficie de la commune est de 248 km2 (densité de 21 hab./km2),.

## Historique
En 1538 les espagnols, qui effectuant une reconnaissance de la région du rio Maipo sous le commandement de Gómez de Alvarado, ont un de leurs premiers affrontements avec les mapuches sur le territoire de la commune et doivent battre en retraite. La culture de la vigne est introduite par les colons espagnols vers 1551. Le 19 mars 1814, au cours de la Guerre d'indépendance du Chili, une escarmouche a lieu entre les forces royalistes et indépendantistes (Combat de Quilo). En 1901 Ranquil accède au statut de commune.

## Situation
Le territoire de la commune de Ranquil se trouve dans les collines basses (200 mètres) de la Cordillère de la Côte et est traversé par le río Itata. Le chef lieu de la commune est Ñipas. La commune est située à 398 kilomètres à vol d'oiseau au sud-sud-ouest de la capitale Santiago et à 45 kilomètres à l'est de Chillán capitale de la Province de Ñuble.

## Économie
La région se trouve dans la partie aride de la Cordillère de la Côte. On y pratique une agriculture traditionnelle qui est restée à l'écart de la modernisation du fait de conditions climatiques peu favorables et de son éloignement de la Vallée centrale. La construction récente de l'autoroute de l'Itata qui relie Chillán à Concepción a en partie désenclavé la commune. Par ailleurs une usine de pâte à papier d'une capacité de 856 000 t a été inaugurée en 2007.

Position de Ranquil (en rouge) au sein de la Région du Biobío.